# Ulster Open 2010
Die Ulster Open 2010 im Badminton fanden vom 9. bis zum 10. Oktober 2010 in Lisburn statt.

## Sieger und Platzierte
| Disziplin    | Gold                       | Silber                       | Bronze                                 |
| ------------ | -------------------------- | ---------------------------- | -------------------------------------- |
| Herreneinzel | Scott David Burnside       | Ruaraidh Sim                 | Niall Tierney                          |
| Herreneinzel | Scott David Burnside       | Ruaraidh Sim                 | Michael Watt                           |
| Dameneinzel  | Alannah Stephenson         | Jennie King                  | Kirsty Kelly                           |
| Dameneinzel  | Alannah Stephenson         | Jennie King                  | Erin Keery                             |
| Herrendoppel | Daniel Magee Niall Tierney | Bruce Topping Mark Topping   | Graham Henderson Michael Watt          |
| Herrendoppel | Daniel Magee Niall Tierney | Bruce Topping Mark Topping   | Andrew McKee Colin Watterson           |
| Damendoppel  | Fiona Glennon Jennie King  | Karen Bing Crona Rooney      | Laura Butler Clare Flood               |
| Damendoppel  | Fiona Glennon Jennie King  | Karen Bing Crona Rooney      | Lucie Corcoran Kirsty Kelly            |
| Mixed        | Mark Topping Karen Bing    | Stuart Lightbody Jennie King | Daniel Magee Fiona Glennon             |
| Mixed        | Mark Topping Karen Bing    | Stuart Lightbody Jennie King | William Alexander Gourley Laura Butler |